# イザドラ・ダンカン
イザドラ・ダンカン（Isadora Duncan, 1877年5月26日 - 1927年9月14日）は、20世紀を代表するアメリカのダンサー。モダンダンスの祖でもあった。

## 生涯

### 両親について
母メアリー・イザドラ・グレイ（ドラ）、父ジョゼフ・チャールズ・ダンカンの元に生まれる。
母親のドラはトーマス・グレイの娘。トーマス・グレイは、アイルランド出身でイリノイに移住し、ブラック・ホーク戦争に大尉として従軍した。セントルイスでメアリー・ゴーマンと出会い、戦争後に結婚、サンフランシスコに定住した。
ジョゼフ・チャールズ・ダンカンは、米国聖公会に属しており、ドラより30歳年上で、成人した四人の子供がおり、離婚歴があった。しかし、50歳のダンカンが20歳のドラに求婚した時には、名声ある資産家で、芸術愛好家で、町の顔役でもあった。

### イザドラの生涯
サンフランシスコで生まれる。イザドラの両親はアイルランド人で、音楽教師であった母親から音楽の基礎教育を受けた。早くから古典舞踊を学んだが、その慣習的な動きに満足できず自分自身の創作する自由な舞踊を考えた。アメリカでダンスの仕事を少しした後、1899年に一家でヨーロッパに渡った。1900年にパリでデビューする。フランソワ・デルサルトに強く影響を受け、また古代ギリシャの壷やパルテノンの壁画などから感化を受けており、当時のギリシャ・リバイバルの波に乗り新しいダンスを生み出した。衣装もギリシャ風のチュニックを用い、靴を用いず裸足で踊った。
ドイツのベルリンとフランスのパリ、そしてロシア革命後のモスクワにダンス学校を創立、20世紀のダンス、舞踊だけでなく身体表現の形そのものを変革したといわれ、「裸足のイザドラ」のあだ名で呼ばれた。演出家のエドワード・ゴードン・クレイグとは恋愛関係にあった。
1927年9月14日、フランスのニース近郊で、首に巻いていたスカーフが自身の自動車の車輪に巻き込まれ、イザドラは転倒して死亡した。50歳没。イザドラの遺体は荼毘に付され、遺灰がパリのペール・ラシェーズ墓地に埋葬された。
イザドラの舞踊は即興的な面が多いが、誰にも真似できるようなものではなく、表現に富むものである。一定の理論を持たなかったため、その死と共に途絶えたと思われがちだが、実際はダンカン・ダンスの学校で弟子を育て、現在もメアリー佐野などの継承者によってイザドラの舞踊は少しずつ形を変えつつも踊り継がれている。こうしたダンカン・ダンスが近代舞踊に多大な影響を与えた事は高く評価されている。
また、イザドラは大のカメラ嫌いとしても知られ、イザドラの舞踊を記録した動画映像は屋外で隠し撮りされたものが1つ現存するのみである。この映像は1995年3月25日に『映像の世紀』「第1集 20世紀の幕開け カメラは歴史の断片をとらえ始めた」で放送された。
1968年にはヴァネッサ・レッドグレイヴ主演でイザドラの伝記映画『裸足のイサドラ』が制作された。

## 逸話
- ドイツのミュンヘンにある「芸術家の家」という施設で公演計画が持ち上がった際、ダンスは芸術の殿堂にはふさわしくないという理由でフランツ・フォン・シュトゥックから反対された[6]。納得のいかなかったダンカンは、シュトゥックの家を訪れ、ダンスの芸術性について4時間に及ぶ熱烈な議論を行った末、公演を認めさせた[6]。これは、20世紀の初めには、舞踊が芸術であると認められなかったことを示すエピソードとして残されている[6]。
- ある時、ダンカンはイギリスの著名な作家ジョージ・バーナード・ショーに結婚を申し込み、「あなたの頭脳と私の肉体を持った子供が生まれたらどんなにすばらしい事でしょう」と言った。しかしショーは「私の肉体とあなたの頭脳を持った子供が生まれたら大変ですよ」と答えて拒絶した。これは遺伝学・人類学の入門書や雑文などで時おり引用される逸話で、バーナード・ショーが皮肉屋として知られていたのは確かであるが相手はイザドラではなくサラ・ベルナール（フランスの大女優で、舞台を中心に活動）とする話もあり、真偽のほどは不明のままである。都市伝説の可能性もあるという[要出典]。